# Гудиашвили, Ладо Давидович
Ладо́ (Влади́мир) Дави́дович Гудиашви́ли (груз. ლადო (ვლადიმერ) დავითის ძე გუდიაშვილი; 18 марта (30 марта) 1896, Тифлис — 20 июля 1980, Тбилиси) — грузинский и советский художник-живописец, график, монументалист, педагог. Народный художник СССР (1972). Герой Социалистического Труда (1976). Лауреат Государственной премии Грузинской ССР им. Руставели (1965, первое награждение).

## Биография
Ладо Гудиашвили родился в Тифлисе (ныне Тбилиси), в семье железнодорожного служащего.
В 1910 году поступил в Тифлисскую школу живописи и скульптуры Кавказского общества поощрения изящных искусств. Окончил её в 1914 году и работал учителем рисования в школе. В 1915 году в Тифлисе прошла его первая персональная выставка, немедленно сделавшая ему имя в художественных кругах Грузии. Он вошёл в круг грузинских интеллектуалов, был близок к группе поэтов-символистов «Голубые роги», организованной Паоло Яшвили. Участвовал в археологической экспедиции, изучавшей памятники грузинской архитектуры, много копировал старинные фрески. Работал сразу как художник и график. На прошедшей в 1919 году выставке грузинского искусства было выставлено более пятидесяти его картин и акварелей.
В 1912 году впервые увидел картины Нико Пиросманишвили, а в 1916 году познакомился с самим художником. Творчество Н. Пиросмани оказало глубочайшее влияние на его собственную художественную манеру. Он несколько раз возвращался к образу Н. Пиросмани в своих картинах.
Понимая, что дальнейшее развитие грузинского искусства возможно только в общемировом контексте, в 1919 году вместе с художниками Давидом Какабадзе и Шалвой Кикодзе отправился в Париж, в то время фактически бывший центром мирового искусства. В Париже учился в частной художественной Академии Рансона и работал театральным декоратором. Был театральным оформителем в парижском кабаре «Летучая мышь» Прожил в Париже шесть лет, часто выставляя свои работы. В 1925 году во Франции вышла книга критика Мориса Реналя, целиком посвящённая творчеству Л. Гудиашвили.

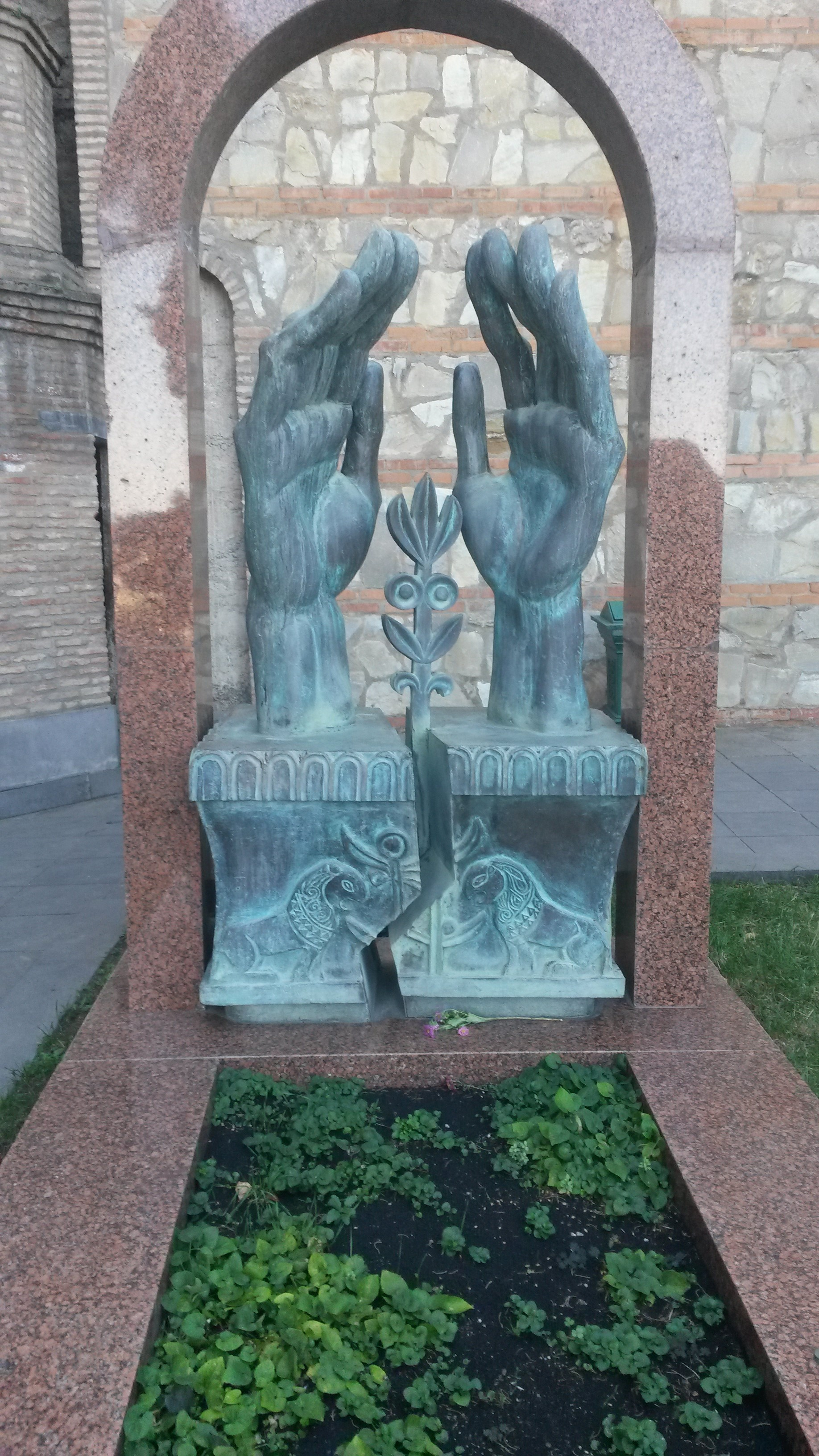
Могила Гудиашвили на Мтацминда

Состоял в дружеских отношениях с художниками Пабло Пикассо, Морисом Утрилло, Амедео Модильяни, Игнасио Сулоага, Jeanne Hallen, Михаилом Ларионовым и Наталией Гончаровой. Его выставки прошли не только в Париже, но и в Марселе, Лионе и Бордо, а позже в Лондоне, Риме, Брюсселе, Амстердаме, Берлине и Нью-Йорке.
Несмотря на несомненный для иностранца успех, с трудом переносил жизнь вдали от Грузии и в 1925 году вернулся в Тбилиси. В 1926 г. состоялась персональная выставка в Тифлисе. В том же году Гудиашвили было поручено оформление пьесы «Ламара» в постановке К. Марджанишвили. Оформил интерьеры гостиницы «Ориант» в центре Тбилиси.
С 1926 по 1932 год — преподаватель Академии художеств в Тбилиси. Профессор.
Член Ассоциации революционных художников Грузии (1929—1932).
В 1945 году расписал алтарь церкви Кашвети в Тбилиси (считаться, что в облике Христа он воплотил портретные черты Б. Авалишвили). За это был в 1946 году исключён из ВКП(б).
Позднее Евгений Евтушенко дал в одном из своих стихов то ли атеистическую, то ли богоборческую трактовку творчества грузинского мэтра:
Рука Ладо Гудиашвили 

 изобразила на стене

 людей, которые грешили,

 а не витали в вышине.

 Он не хулитель, не насмешник,

 он сам такой же теркой терт.

 Он то ли Бог, а то ли грешник,

 он то ли ангел, то ли черт.

 ()

Памятник Гудиашвили в Парке 9 апреля в Тбилиси. Скульптор Дж. Микатадзе

Также много работал в жанре книжной иллюстрации.
Его произведения ещё при жизни были выставлены в музеях, включая Государственный музей искусства народов Востока в Москве и Государственный музей искусств Грузии в Тбилиси.
Ладо Гудиашвили умер 20 июля 1980 года в Тбилиси. Похоронен в пантеоне Мтацминда.
Произведения художника входят в коллекцию Галереи изобразительного искусства им. Давида Какабадзе (Кутаиси).

## Награды и звания
- Герой Социалистического Труда (1976)
- Заслуженный деятель искусств Грузинской ССР (1950)
- Народный художник Грузинской ССР (1957)
- Народный художник СССР (1972)
- Государственная премия Грузинской ССР имени Шота Руставели (1965)
- Три ордена Ленина (1966, 1971, 1976)
- Орден Трудового Красного Знамени (1958)
- Орден «Знак Почёта» (14.01.1937) — за выдающиеся заслуги в деле развития грузинского оперного искусства, грузинской музыки, песен и танцев
- Медаль.
- Почётный гражданин Тбилиси (1979).

## Творчество

«Портрет Мананы Шотадзе» (1937), Государственный музей искусства народов Востока, Москва

Сам художник никак не оценивал своё творчество и свой стиль, предпочитая давать односложные ответы.
Его творчество отличается огромным разнообразием техники и жанра. Он писал маслом, гуашью, акварелью, выполнял настенные росписи, делал графические произведения и работал в смешанной технике. В его наследии имеются портреты, пейзажи, исторические картины, аллегорические, мифологические и политические произведения, эпические и лирические работы. Тем не менее, стиль его довольно легко узнаваем.
Редко рисовал с натуры. Это доказывается, среди прочего, относительно небольшим количеством натюрмортов среди его произведений. Большая часть городских видов относится к парижскому периоду, после чего, очевидно, художник отошёл от чисто натурной живописи. Даже портреты чаще всего он выполнял по памяти.

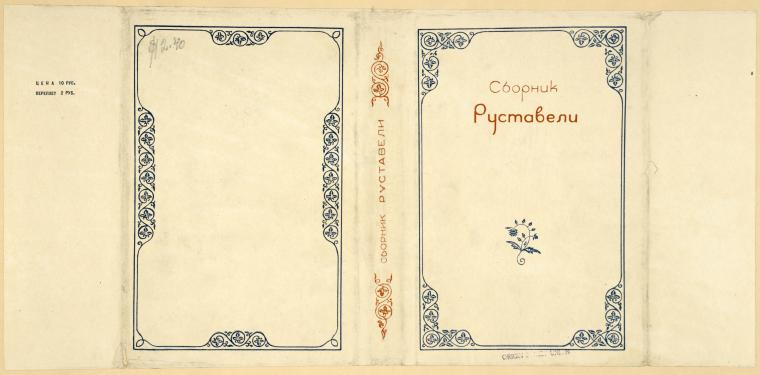
Оформление обложки книги Шота Руставели

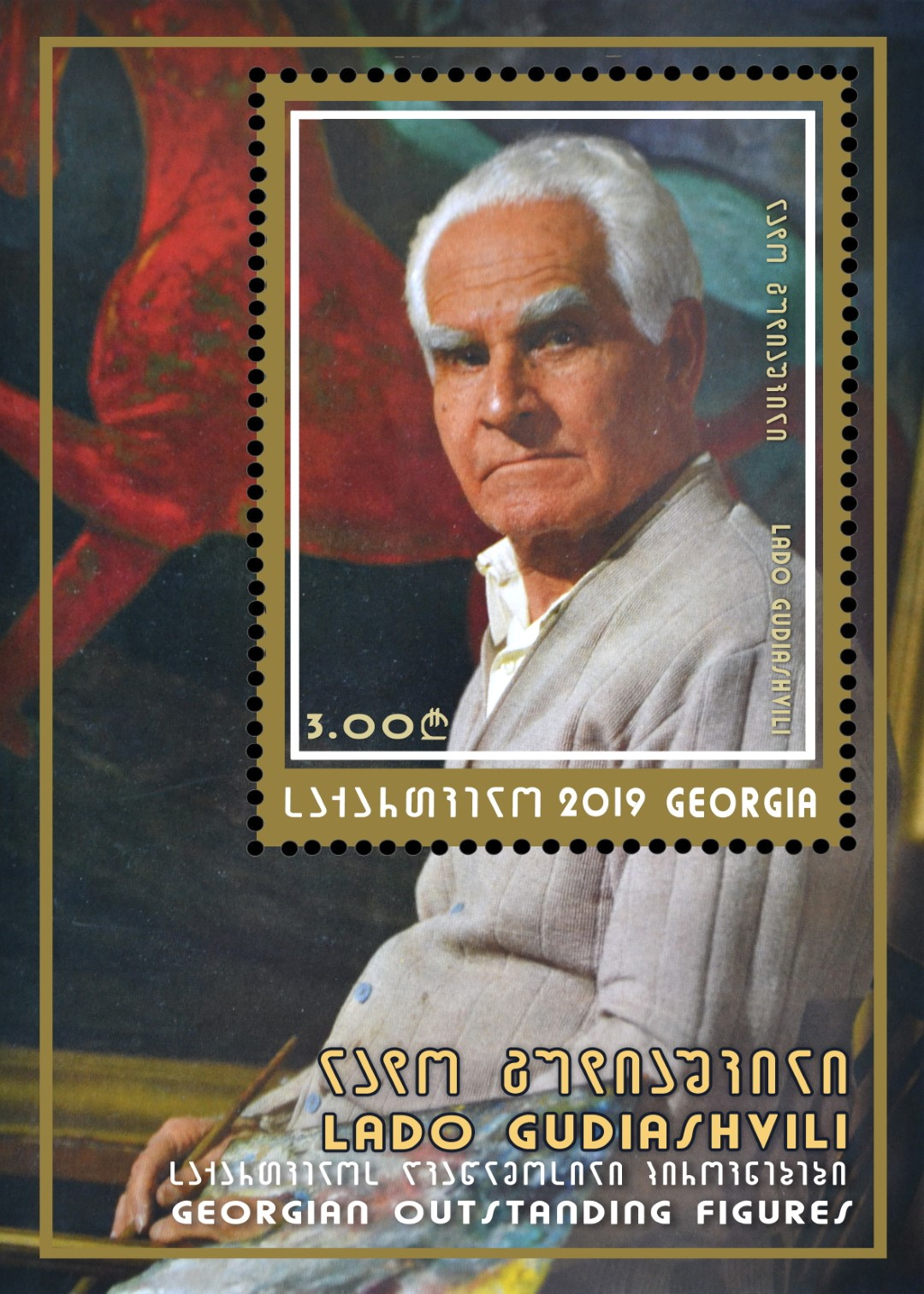
Почтовая марка Грузии 2019. Художник: г. Картвелишвили.

Некоторые сюжеты постоянно присутствуют в творчестве художника. Наиболее распространённым для него является изображение человека (обычно женщины) и животного. В лирических произведениях животное может быть лошадью, ланью или птицей; в эпических медведем, обезьяной или сказочным чудищем. Часто в портреты включаются животные, как, например, в портрет Н. Пиросмани художник поместил газель, а в портрет Г. Улановой — лань.
Был замечательным рисовальщиком и хорошо умел передавать движение. Это особенно заметно в его графических работах и книжных иллюстрациях, в том числе к поэме «Витязь в тигровой шкуре» (1934, 1939). Очень типично для художника изменение традиционной формы фигур, что придаёт произведениям некоторый оттенок театральности.
Цвета художника ярки, иногда нарочито декоративны. Это противоречит традиции грузинской живописи, идущей ещё от средневековья, когда в картинах преобладали тёмные тона. Был одним из первых грузинских живописцев, порвавших с этой традицией. Тем не менее, со временем художник находит другие способы подчеркнуть декоративный характер своих произведений, и в 1960-м годам цвет его картин уже не выделяется.
Мотивы творчества художника почти исключительно связаны с Грузией («Гулянка с друзьями. Чай и хаши», «Тост на рассвете», «Кристина»). В частности, он выполнил портреты грузинских писателей и художников, включая Николоза Бараташвили и Нико Пиросмани. Во время войны появляются мифологические мотивы, отдалённо напоминающие «Капричос» Франсиско Гойи.
Картина «Улыбка фрески» использована в оформлении упаковки духов с таким же названием, выпущенных тбилисской фабрикой «Иверия».

Блюдо Ладо Гудиашвили. Работа М. Магомедовой и К. и Л. Изабакаровых

## Известные адреса
С 1930-х годов и до самой смерти жил в Тбилиси на улице Кецховели (ныне — Улица Ладо Гудиашвили), в д. 11, сюда к нему приходили Борис Пастернак, Марина Влади и Владимир Высоцкий.

## Память
В Тбилиси открыт дом-музей Ладо Гудиашвили, его именем названы площадь и улица, установлен памятник художнику в Тбилиси. В фильме «Пиросмани» роль Ладо Гудиашвили исполнил А. Какабадзе.